# لاورن (بازیکن فوتبال)
لاورن (پرتغالی: Lauren؛ زادهٔ ۱۳ سپتامبر ۲۰۰۲) بازیکن فوتبال زن اهل برزیل است.
از باشگاه‌هایی که در آن بازی کرده است می‌توان به باشگاه فوتبال زنان مادرید اشاره کرد.
وی همچنین در تیم ملی فوتبال زنان برزیل بازی کرده است.